# La Poza, Guerrero
La Poza är en ort i Mexiko.   Den ligger i kommunen Zirándaro och delstaten Guerrero, i den södra delen av landet, 220 km sydväst om huvudstaden Mexico City. La Poza ligger 210 meter över havet och antalet invånare är 152.
Terrängen runt La Poza är kuperad åt sydost, men åt nordväst är den platt. Runt La Poza är det ganska glesbefolkat, med 23 invånare per kvadratkilometer. Närmaste större samhälle är Huetamo de Núñez, 19,1 km norr om La Poza. Trakten runt La Poza består till största delen av jordbruksmark.